# Tarenna meyeri
Tarenna meyeri är en måreväxtart som först beskrevs av Adolph Daniel Edward Elmer, och fick sitt nu gällande namn av Adolph Daniel Edward Elmer. Tarenna meyeri ingår i släktet Tarenna och familjen måreväxter.
Artens utbredningsområde är Filippinerna. Inga underarter finns listade i Catalogue of Life.